# 러시아계 우즈베키스탄인
러시아계 우즈베키스탄인(우즈베크어: Oʻzbekistondagi ruslar; 러시아어: Русские в Узбекистане)은 1989년 인구의 5.5%를 차지하는 1,653,478명으로 우즈베키스탄에서 두 번째로 큰 민족이다. 소련 시절에는 러시아인이 수도 타슈켄트 인구의 절반 이상을 차지했다.  우즈베키스탄은 1970년 인구 조사에서 인구의 12.5%인 약 150만 명의 러시아인을 집계했다.
소련이 해체된 후, 러시아인들의 상당한 이민은 주로 경제적인 이유로 이루어졌다. 러시아인들은 타슈켄트, 부하라 그리고 다른 주요 도시에 집중되어 있다. 주요 종교는 러시아 정교회이다. 2014년 이후, 20만 명의 사람들이 러시아에서 살기 위해 떠났고, 많은 사람들은 차별과 열악한 취업 기회를 이유로 들었다.
2017년 현재 우즈베키스탄 통계위원회에 따르면, 약 75만 명의 러시아인(전체 인구의 2.3%)이 우즈베키스탄에 거주하고 있다. 동시에 러시아인의 대부분은 대도시에 살고 있으며, 그들 대부분은 수도 타슈켄트에 살고 있다.
우즈베키스탄의 러시아인들과 타지크인들은 차별과 인종 폭력에 직면해 있다.

## 역사
19세기 후반 우즈베키스탄의 영토가 된 이후, 러시아인들은 이 지역의 모든 생활 영역에서 중요한 역할을 수행했으며, 특히 소련 동안, 주로 수도 타슈켄트에서 중요한 역할을 수행했다. 1990년대 중반에는 러시아, 우크라이나로 이민을 갔다. 이것은 차례로 인구 감소, 러시아 인구의 상당한 고령화, 인구 통계 지표의 악화로 이어졌다. 1989년 초 8.35%였다면 지금은 2% 미만이다.

## 지리적 농도
오늘날 우즈베키스탄의 슬라브족(및 그 일부인 러시아인) 인구는 우즈베키스탄의 이전 도시와 마찬가지로 공화국의 도시에 집중되어 있다. 1989년 인구조사에 따르면 230만 명 중 37%(850,000명)가 러시아인이었던 타슈켄트에 러시아인이 가장 많다. 2021년까지 이 숫자는 도시 거주자의 4% 미만을 차지하는 10만 5천 명(2021년 270만 명 중)으로 감소했다.

## 저명한 인물
- 바기스 갈리울린
- 알렉산드르 게인리흐
- 알렉산드르 로바노프
- 막심 샤츠키흐
- 빅토르 카르펜코
- 아르투르 타이마조프
- 이고리 세르게예프
- 올레크 파시닌
- 알렉산드르 샤드린
- 구잘 투르수노바

## 같이 보기
- 우즈베키스탄의 인구